# Amtsapotheke Runkel

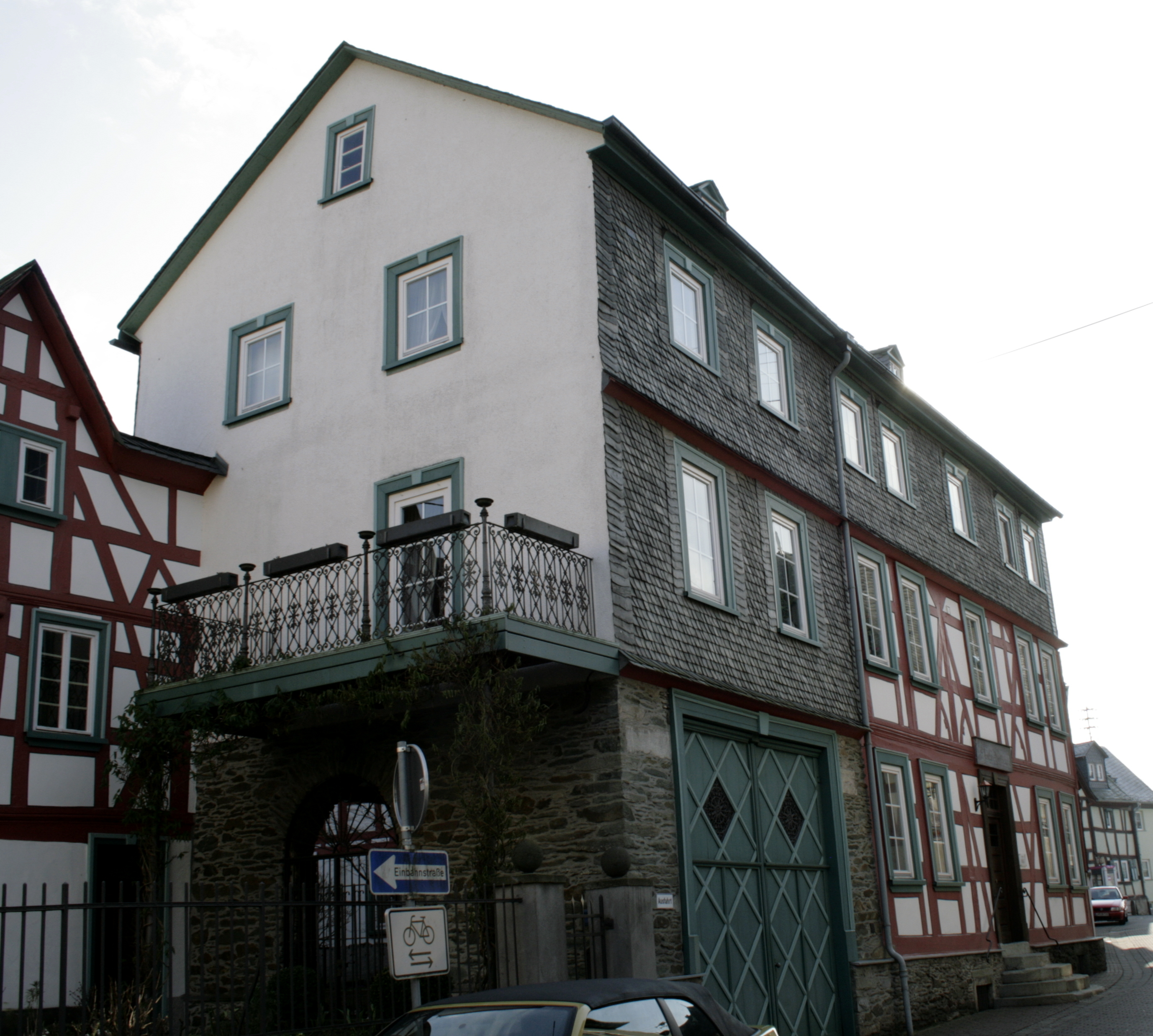
Amtsapotheke Runkel

Die Amtsapotheke Runkel ist eine 1680 gegründete Apotheke in Runkel. Das bis 1973 langjährig genutzte Gebäude steht unter Denkmalschutz.

## Geschichte
Christian Ludwig Graf zu Wied-Runkel erteilte 1774 an Joh. Georg Adam Krafft aus Ostheim (Amt Butzbach) ein privilegium personale, also eine persönliche Konzession, zum Betrieb einer Apotheke in Runkel. Zugleich erhielt er eine Genehmigung für einen „Spezereikrams“ also einen Krämerladen für Spezereiwaren. Die Apotheke hatte ihren Sitz im alten Rathaus (Schloßplatz 1). Später wurde sie in das Haus Burgstraße 25 verlegt. Nach dessen Tod erbte Medizinalrat Kraft die Apotheke. Er musste sie verkaufen, da er als Arzt nicht gleichzeitig Apotheker sein konnte und weil er als Medizinalrat die Aufsicht über die Apotheke zu führen hatte. Käufer war der Apotheker Florenz Ammann (auch: Amann), der am 23. Mai 1818 zum Apotheker des Medizinalamtes Runkel ernannt wurde. Die Apotheke wurde gemäß dem Medizinaledikt von 1818 zur Amtsapotheke des Amtes Runkel.
Gemäß dem Medizinaledikt musste eine Apotheke eine gewisse Ausstattung an Räumen haben. Daher zog sie in das sogenannte Justizgebäude um. Apotheker Ammann war Säufer und oft bei der Aufsicht auffällig. 1845 verkaufte er die Apotheke für 32.000 Gulden an Apotheker Karl Engel aus Weilburg, der im gleichen Jahr Amtsapotheker wurde. Im Jahr 1877 wurde sein Sohn Max Apotheker.
Sein Nachfolger wurde 1914 der Apotheker Daniel Bruns aus Emden. Nach dessen Tod am 22. Dezember 1945 kam es zu einem Rechtsstreit um die Nachfolge zwischen dem Sohn Gerd Bruns und der zweiten Frau des Verstorbenen. Gerd Bruns gewann den Prozess, verpachtete aber 1955 die Apotheke an Ernst Ullmann. 1970 wechselte der Besitzer zu Karl-Ernst Meister aus Diez, der die Apotheke auch kaufte. 1973 musste die Apotheke aus dem denkmalgeschützten bisherigen Apothekengebäude Burgstraße 10 ausziehen, da das alte Gebäude den behördlichen Anforderungen nicht mehr entsprach. Der Neubau hat die Adresse Langarten 8. 1998 wurde Torsten Kraemer Apotheker.

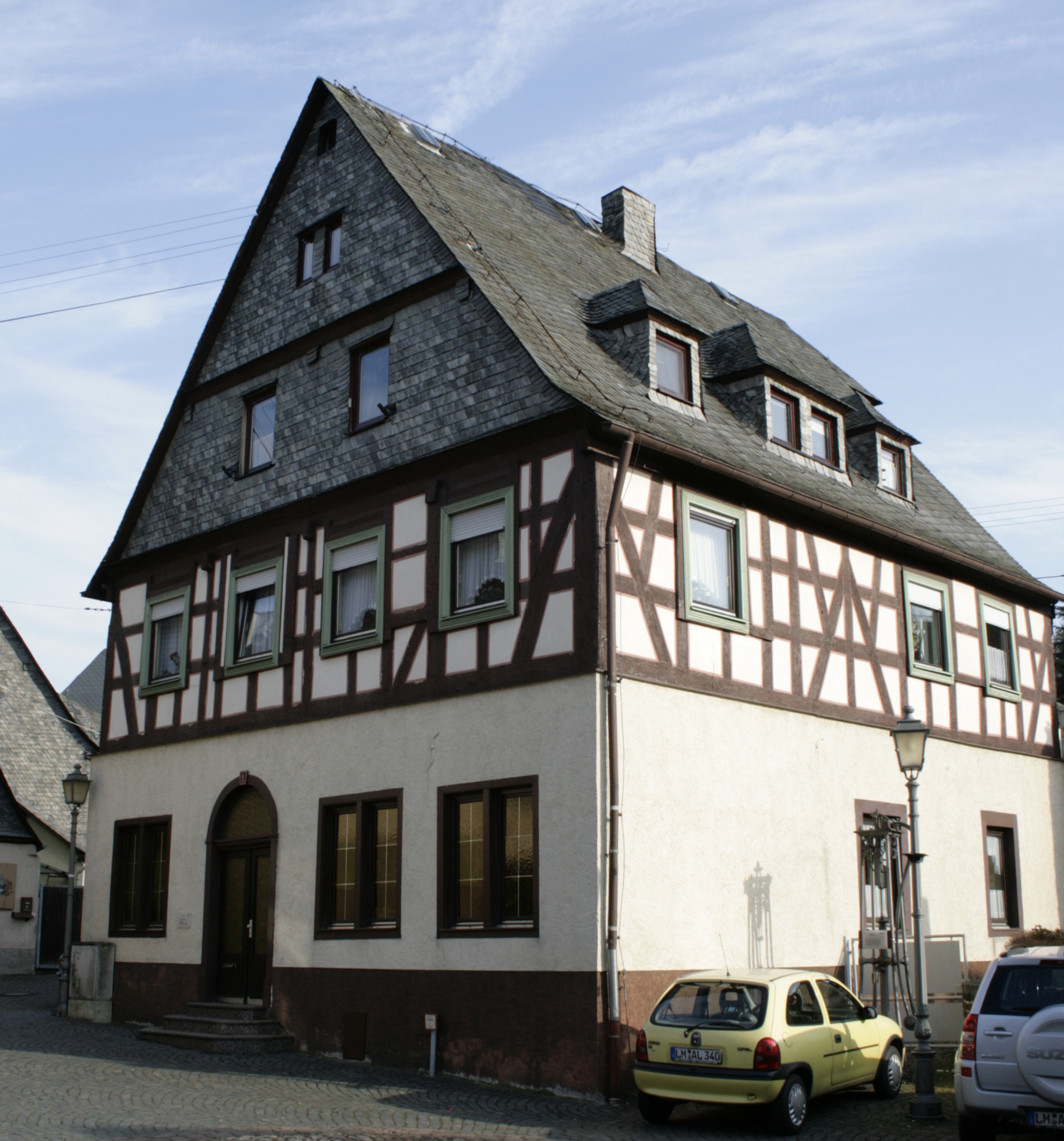
Schloßplatz 1, Erster Sitz der Apotheke
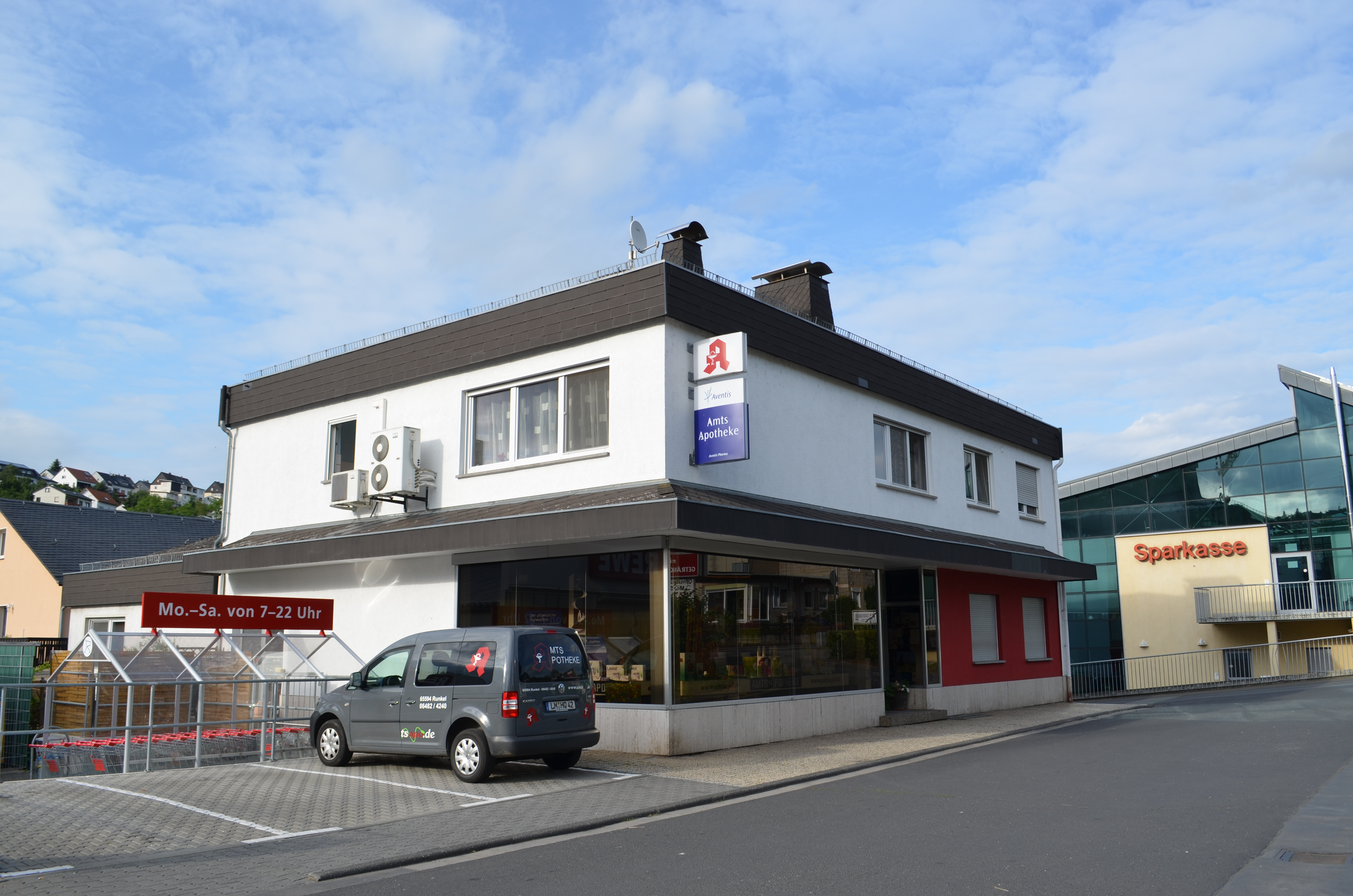
Heutiges Gebäude